# Amendola (métro de Milan)
Pour les articles homonymes, voir Amendola.
Amendola est une station de la ligne 1 du métro de Milan, située piazza Giovanni Amendola.